# Ippolito Galantini
Ippolito Galantini (Florència, Toscana, 14 d'octubre de 1565 - 20 de març de 1619) va ésser un mercader toscà, laic, que va fundar la Congregació de la Doctrina Cristiana, associació de laics dedicada a l'ensenyament dels nens sense recursos. És venerat com a beat per l'Església catòlica com a beat Hipòlit Galantini.

## Vida
Ippolito Galantino era fill d'un teixidor i ell mateix va treballar a l'obrador familiar; de fet, durant la seva vida va continuar ajudant el seu pare en el treball, a banda de dedicar-se a altres activitats. La seva vocació per la catequesi el va portar, ja de jove, a instruir els seus companys en qüestions de fe, creant un grup de fidels al voltant seu. El bisbe de Florència, Alessandro de' Medici, veient la seva activitat el va nomenar mestre de doctrina cristiana, malgrat la seva joventut i ésser seglar, a l'església de Santa Lucia al Prato.

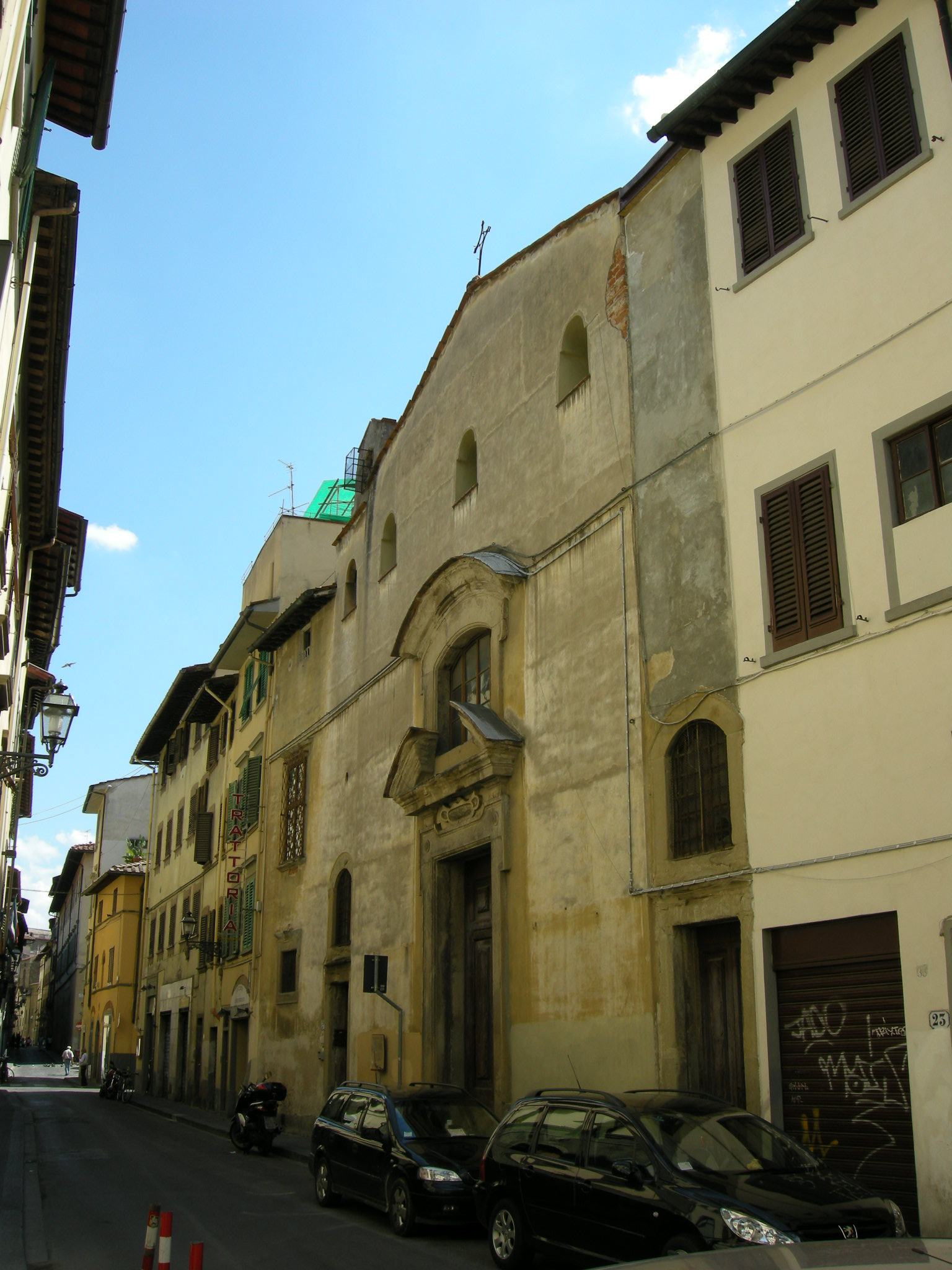
Oratorio dei Vanchetoni, fundat pel beat i lloc del seu enterrament.

Als disset anys volgué ingressar a l'orde dels caputxins, però no el van acceptar per tenir una salut molt feble; va ésser laic durant la resta de la seva vida. Va ensenyar a la Congregazione di Santa Lucia i a la del Santissimo Salvatore. Feia una vida molt austera i sacrificada, amb dejunis i pregàries continuades, que aixecaren l'admiració dels que el coneixien.
Els franciscans d'Ognissanti li concediren un terreny que formava part del seu convent i, amb unes donacions de la família dels grans ducs i de l'arquebisbe, hi feu construir un oratori, que començà a edificar-se el 14 d'octubre de 1602. La idea era que s'hi dugués a terme la catequesi, sense dependre d'altres entitats com esglésies o convents. Galantini volia que les capes més modestes de la societat rebessin instrucció i aprenguessin els principis de la fe i a llegir. Un cop obert l'oratori, el 1604, va fundar la Congregació de Sant Francesc de la Doctrina Cristiana per ampliar les activitats de catequesi. Va tenir un considerable èxit des del començament, i altres ciutats toscanes van imitar-ne el model. Alguns seguidors de Galantini foren enviats a altres llocs per difondre l'obra.
Galantini va explicar la seva experiència d'apostolat en una obra, Esercizi delle scuole di spirito. Va sobreviure a la pesta i una caiguda a l'Arno. Finalment, morí el 1619 a Florència, amb fama de santedat.

## Veneració
En vida va tenir fama de santedat i se li atribuïren guariments; quan morí, el 20 de març de 1619, va començar a ésser venerat pel poble, que volia tocar-ne el cos, fins al punt que el bisbe que oficiava la missa va amenaçar amb l'excomunió qui toqués el cos. El seu sepulcre va ser meta de pelegrinatges i el 1756 va ésser proclamat venerable per Benet XIV, essent beatificat el 19 de juny de 1825 per Lleó XII.